# Neptunium(V)-oxid
Neptunium(V)-oxid ist eine chemische Verbindung des Neptuniums aus der Gruppe der Oxide.

## Gewinnung und Darstellung
Neptunium(V)-oxid kann durch hydrothermale Reaktion von NpO2+-Lösungen mit natürlichen Calcitkristallen hergestellt werden.
Daneben sind weitere Syntheseverfahren bekannt.

## Eigenschaften
Neptunium(V)-oxid ist ein grüner bis brauner Feststoff. Er besitzt eine monokline Kristallstruktur mit der Raumgruppe P2/c (Raumgruppen-Nr. 13) und den Gitterparametern a = 8.168(2), b = 6.584(1), c = 9.313(1) Å, β = 116.09(1)°und V = 449.8(2) Å3 sowie 4 Formeleinheiten pro Elementarzelle. Die Struktur enthält Ketten von NpO2-Fünfeck-Bipyramiden, die durch Wechselwirkungen mit verzerrten NpO2-Quadrat-Bipyramiden zu Schichten verbunden sind. Zusätzliche Wechselwirkungen verbinden die Schichten zu einem dreidimensionalen Gerüst. Unter Stickstoff-Atmosphäre beginnt sich die Verbindung bei etwa 300 °C zu zersetzen, oberhalb von 700 °C ist die Zersetzung vollständig. Im Vakuum bleibt sie bis 420 °C beständig, unter Sauerstoff-Atmosphäre zersetzt sie sich abhängig vom O2-Druck zwischen 430 °C und 700 °C zu Neptunium(IV)-oxid.